# Свети Спиридон (Горно Статица)
Вижте пояснителната страница за други значения на Свети Спиридон.
„Свети Спиридон“ (на гръцки: Αγίου Σπυρίδωνος) е православна църква в костурското село Горно Статица (Ано Мелас), Егейска Македония, Гърция. Храмът е част от Костурската епархия.
Църквата е гробищен храм, разположен в източната част на селото. Изградена е в XIX век.